# Lake Waihola

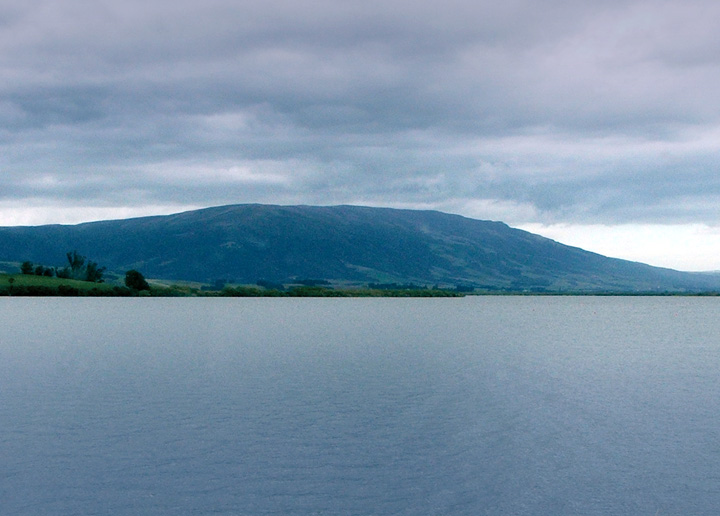
Blick Richtung Norden Richtung Maungatua

Lake Waihola ist ein den Gezeiten unterliegender Süßwassersee 15 km nördlich von Milton in der Region Otago auf der Südinsel Neuseelands. Er hat eine Fläche von etwa 9 km² und eine Länge von 6 km.
Er ist der größere eines Paares von Seen im Hügelland zwischen den Taieri Plains im Norden und dem Tokomairaro River. Der andere See ist der Lake Waipori. Der Lake Waihola wird vom Waipori River, einem Zufluss des Taieri River, entwässert. Beide Seen sind seicht und von Feuchtgebieten umgeben. Zu diesen gehören die unter Naturschutz stehenden Sinclair Wetlands, die Heimat vieler Watvögel sind. In dem Gebiet zwischen dem See und Mosgiel gab es eine Reihe weiterer, heute nicht mehr existierender Seen: Lake Tatawai, Loch Ascog, Loch Katrine, Lake Potaka und die Silverstream Lagoon. Sie wurden im Lauf der europäischen Besiedelung trockengelegt.
Lake Waihola ist ein Ausflugsziel der Einwohner des 40 km nördlich gelegenen Dunedin. Der kleine Ort Waihola liegt am Ostufer des Sees. Er wird zum Angeln, Bootsfahren und Wasserski genutzt und ist eine wichtige Ruderstrecke.
Lake Waihola wurde während des Goldrausches in Otago als Verkehrsweg genutzt. Die Boote fuhren den Taieri River hinauf und dann zur Südseite des Sees, wo die Prospektoren über die Hügel bis nach Gabriel’s Gully gelangten. In den frühen Tagen der Besiedlung verkehrte ein Raddampfer, die Betsy Douglas, von Owhiro nahe Henley im Norden nach Clarendon am Südende.

## Etymologie
Der Ortsname ist interessant, da das Alphabet der Sprache der Māori den Buchstaben L nicht enthält. Das Wort Waihola wird als Analogon im Dialekt der Südinsel zu wai-hora („sich ausbreitende Wasser“) angesehen.

## Ökosystem
Lake Waihola ist wegen seines in einem Süßwasser-Gezeitensee angesiedelten Ökosystems von internationaler Bedeutung. Seit 2000 haben dänische Wissenschaftler jährliche Studien des Sees durchgeführt. Im See soll der Kryptid „Waitoreke“, möglicherweise eine Art Otter, gesichtet worden sein.

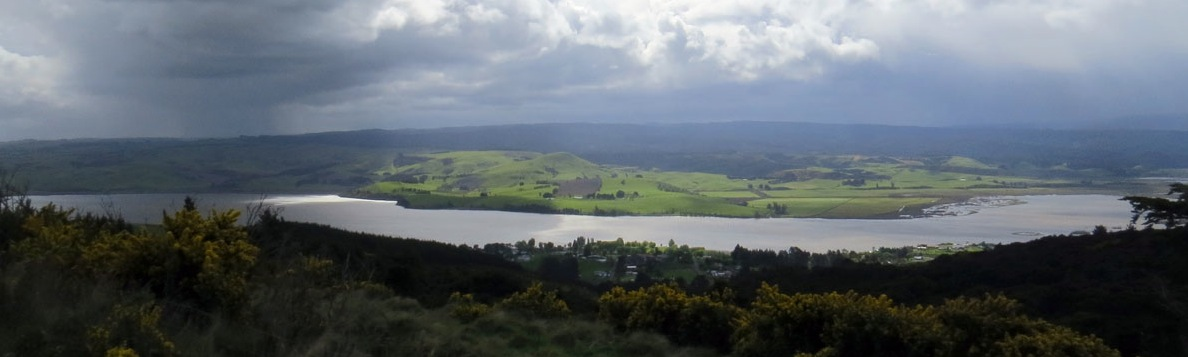
Panorama des Lake Waihola von den Hügeln im Südosten gesehen. Ein Teil der Siedlung Waihola ist im Zentrum sichtbar.